# Kalman Segal
Kalman Segal (hebräisch קלמן סגל; * 29. Dezember 1917 in Sanok, Galizien, Österreich-Ungarn; † 18. Mai 1980 in Jerusalem) war ein polnisch-israelischer Schriftsteller, Dichter und Radiojournalist. Er schrieb auf Jiddisch und Polnisch.

## Leben

### Kindheit und Jugend
Kalman Segal wird am 29. Dezember 1917 in Sanok geboren. Seine Eltern waren Ita Manaster und Leib Segal (Landwirt).
Er absolviert sieben Klassen der öffentlichen Władysław Jagiełło-Grundschule in Sanok. In den Jahren 1932–1935 besucht er ebendort das humanistische Królowa-Zofia-Gymnasium. Einer seiner Klassenkameraden war Marian Pankowski, später ebenfalls ein bekannter polnischer Schriftsteller. Im Januar 1935, als Segal in der 6. Klasse war, wird er wegen Nichtzahlung der Schulgebühren aus der Schülerliste des Gymnasiums gestrichen. In seiner Jugend engagiert er sich in der kommunistischen Bewegung in Sanok.

### Flucht, Lager und Rückkehr
Nach Ausbruch des Zweiten Weltkriegs gelangen Kalman Segal und seine Eltern über den San-Fluss in die UdSSR, wo die gesamte Familie in ein Arbeitslager im sibirischen Bodaibo geschickt wird. Dort stirbt später der Vater Leib Segal. 
Nach seiner Rückkehr im Juli 1946 und einem kurzen Aufenthalt in Polen fährt Kalman Segal auf der Suche nach seiner Mutter in die Displaced Persons Camps in Wels und Linz. In Linz findet er seine Mutter. 
Ab Herbst 1946 unterrichtet er auf dem Bürglgut bei Strobl am Wolfgangsee in einem jüdischen Waisenhaus. Seine Mutter Ita stirbt im September 1947 in Linz und wird dort auf dem jüdischen Friedhof begraben. Als das Waisenhaus am Bürglgut geschlossen wird, kehrt Kalman Segal im Oktober 1948 zurück nach Polen. Er versucht dann illegal wieder, die Volksrepublik Polen zu verlassen, was misslingt und zu einem dreimonatigen Gefängnisaufenthalt führt.
Kalman Segal lässt sich in Katowice nieder. Zunächst ist er dort als Lehrer tätig, ab 1952 wird er Mitglied der Literaturredaktion des staatlich kontrollierten Polnischen Rundfunks in Katowice. Dort bleibt er bis Oktober 1969.
Im Januar 1951 heiraten Kalman Segal und Eugenie Ordower, 1955 und 1956 kommen die Töchter Alexandra und Ita zur Welt. Die Ehe wird im Juni 1968 geschieden. 
Segals Prosa-Debüt Erzählungen aus dem toten Städtchen aus dem Jahr 1956 markiert den Beginn seiner langjährigen Karriere als Schriftsteller.

### Emigration nach Israel
Während der antisemitischen Kampagne im März 1968 setzt Kalman Segal ein Zeichen des Protests und der Solidarität und emigriert im November 1969 aus Polen nach Israel. Die Emigration in die USA war zuvor wegen einer Namensgleichheit gescheitert, seine Exfrau und die gemeinsamen Töchter erhalten aber Visa für die USA.
In Israel arbeitet Segal ebenfalls als Radiojournalist, Schriftsteller und Publizist. Er stirbt am 18. Mai 1980 in Jerusalem an den Folgen eines Herzinfarkts.

## Literarischer Werdegang
Erstmals veröffentlicht Kalman Segal seine literarischen Werke in den in Österreich in Displaced Persons Camps erscheinenden Zeitschriften wie Ojfgang und Unterwegns.
Als Mitglied der Redaktion des Polnischen Rundfunks in Katowice verfasst er zahlreiche Hörspiele und adaptiert literarische Texte, u. a. von Maxim Gorki, George Wells, Alexander Kuprin, Nikos Kazantzakis, Rabindranath Tagore, Boleslaw Prus und Sholem Aleichem. Zu dieser Zeit veröffentlicht er auch seinen ersten Gedichtband auf Jiddisch unter dem Titel Lider (1952) und wird Mitglied des Polnischen Schriftstellerverbandes.
Segals Prosadebüt in Polen, das Buch Erzählungen aus dem toten Städtchen (1956), findet sowohl bei Kritikern als auch bei Lesern große Anerkennung. Parallel zu den Prosabänden in polnischer Sprache erscheinen in Polen auch mehrere Versionen in jiddischer Sprache. 
In seinem Buch Flüchtlinge arbeitet Kalman Segal seine Erfahrungen auf der Flucht und im Arbeitslager während des Zweiten Weltkriegs auf. Das Buch hatte jedoch keine Chance, in der Volksrepublik Polen veröffentlicht zu werden.
Darüber hinaus war Segal ein sehr produktiver Publizist; seine Feuilletons und Rezensionen (teilweile in Form einer regelmäßigen eigenen Reihe) wurden regelmäßig in regionalen Zeitschriften sowie in überregionalen Zeitschriften und Kulturmagazinen veröffentlicht. Gleichzeitig wurden seine Texte außerhalb Polens in vielen jüdischen Zeitschriften abgedruckt, so in Naje Welt (Tel Aviv), Yeruszalaimer Almanach (Jerusalem), Di naje prese (Paris), Idisze Kultur (New York), Ojfgang (Linz), Sovietisz hejmland (Moskau) und YKUF (Buenos Aires).
In den Siebziger Jahren in Israel arbeitete Segal für die jiddische Redaktion von Radio Kol Israel und schrieb Rezensionen für Kulturzeitschriften. Er veröffentlichte auch mehrere Gedicht- und Prosasammlungen auf Hebräisch und Jiddisch.

## Gedenken
Der Dichter Janusz Szuber schrieb ein Gedicht mit dem Titel Kalman Segal und veröffentlichte es in den Gedichtbänden Czerteż (2006) und Pianie kogutów (2008).
In Sanok wurde vor dem Haus am Rynek (Marktplatz) 14 eine Bank zum Andenken an Kalman Segal aufgestellt und im Oktober 2007 eingeweiht. 
Im Juni 2014 wurde an der Fassade des Königin-Sofia-Gymnasiums in Sanok eine Gedenktafel zum Andenken an drei Absolventen dieser Mittelschule enthüllt, die alle Schriftsteller wurden: der Ukrainer Bohdan-Ihor Antonytsch (1909–1937), der polnische Jude Kalman Segal (1917–1980) und der Pole Marian Pankowski (1919–2011).
Die Inschrift lautet: "In Erinnerung an herausragende Schriftsteller, Absolventen des Sanoker Królowa-Zofia-Gymnasiums für junge Männer in der Zwischenkriegszeit, Vertreter der drei Nationen, aus denen die damaligen Gemeinschaften unserer Stadt bestanden: Bohdan Ihor Antonycz 1909–1937, Kalman Segal 1917–1980, Marian Pankowski 1919–2011. Sanok, am 21. Juni 2014 – Tagung der Sanoker aus aller Welt."
Außerdem wurden vor der Schule zu Ehren dieser Schriftsteller drei Stieleichen gepflanzt, eine wurde mit „Kalman“ beschriftet.
Im Juni 2017 begann eine Reihe von Kultur- und Bildungsveranstaltungen zum Gedenken an den hundertsten Geburtstag des Schriftstellers.

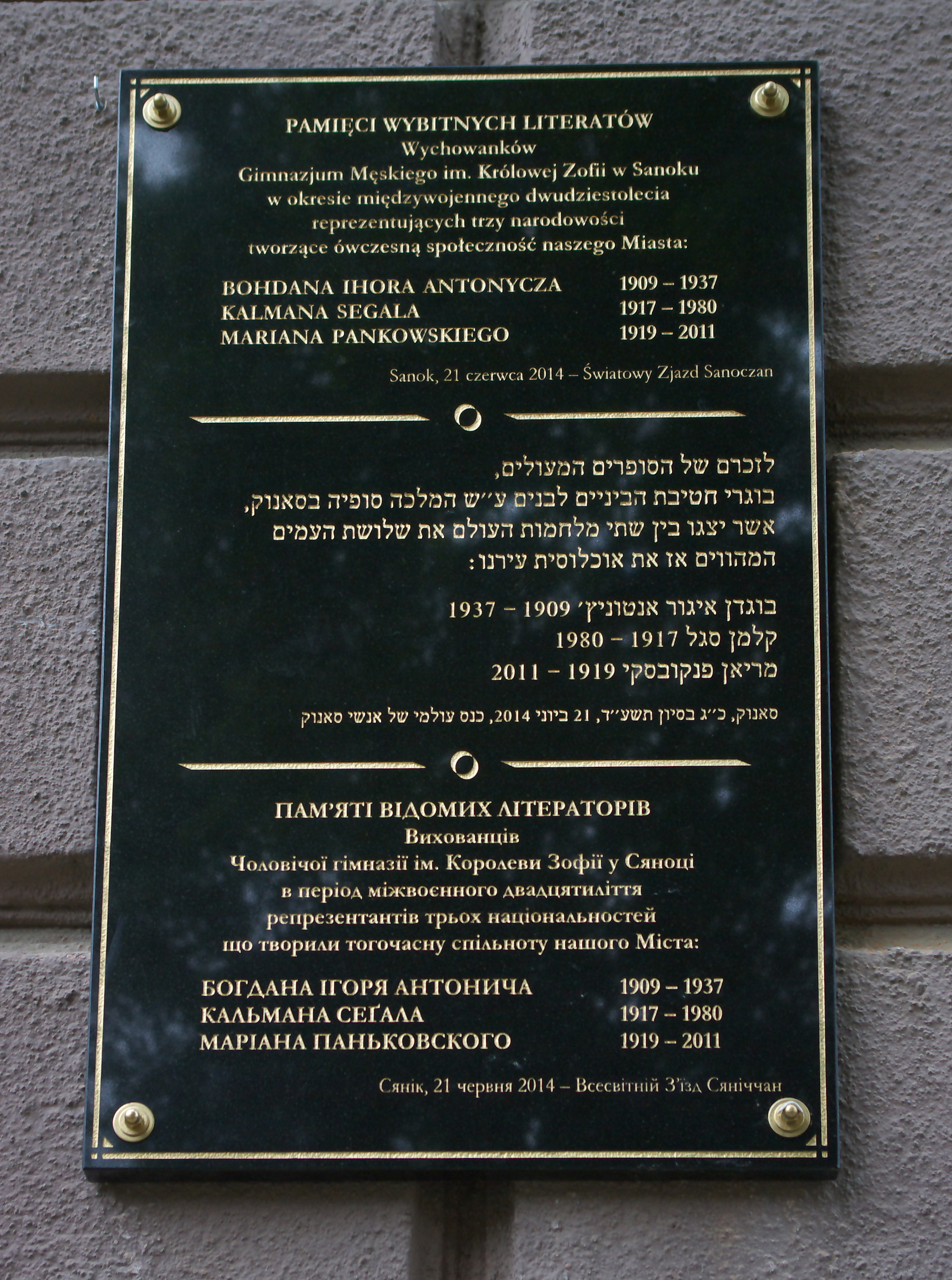
Gedenktafel für Bohdan-Ihor Antonytsch, Kalman Segal und Marian Pankowski am Königin Sophia Gymnasium in Sanok
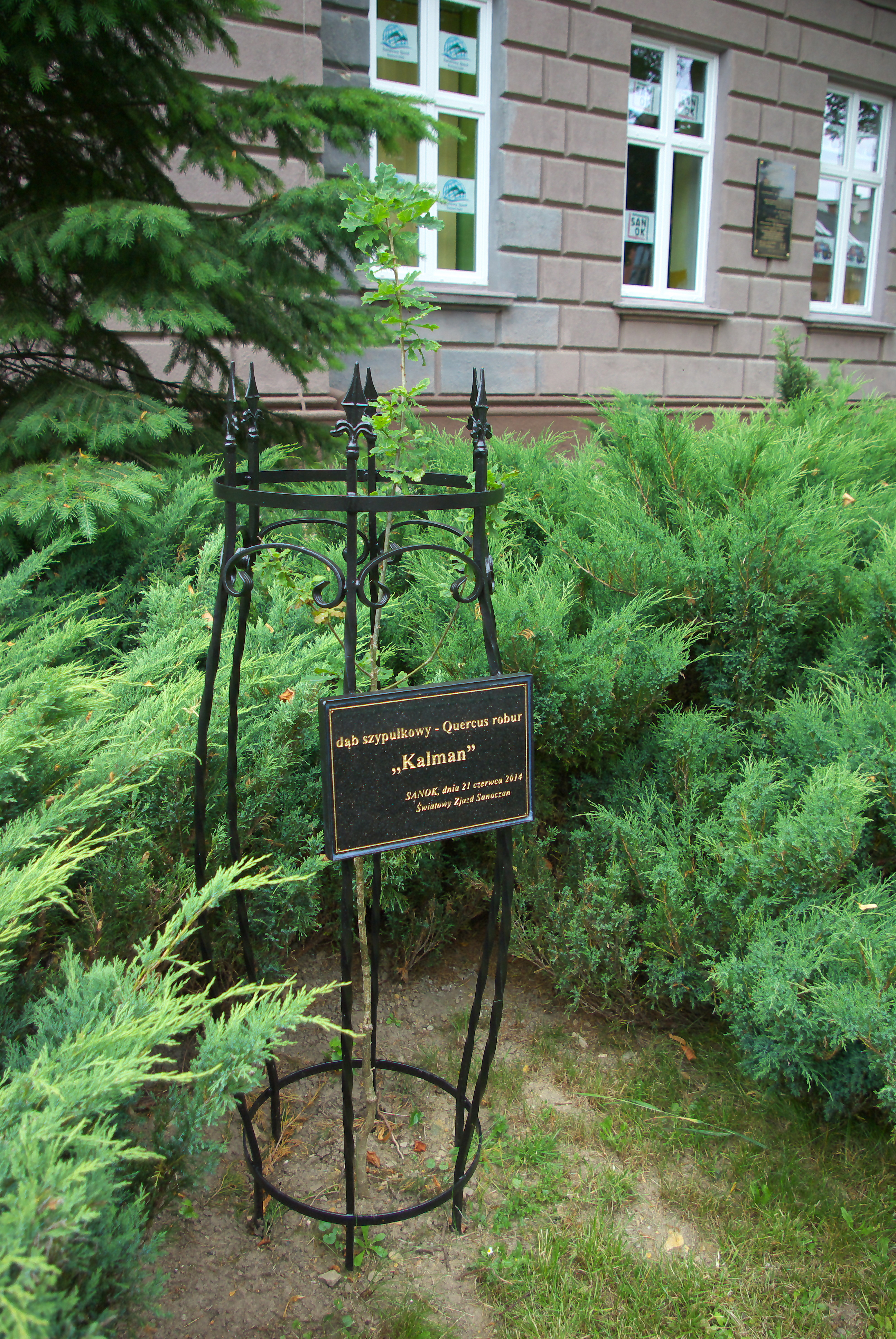
Gedenk-Eiche "Kalman" vor dem Königin Sophia Gymnasium in Sanok
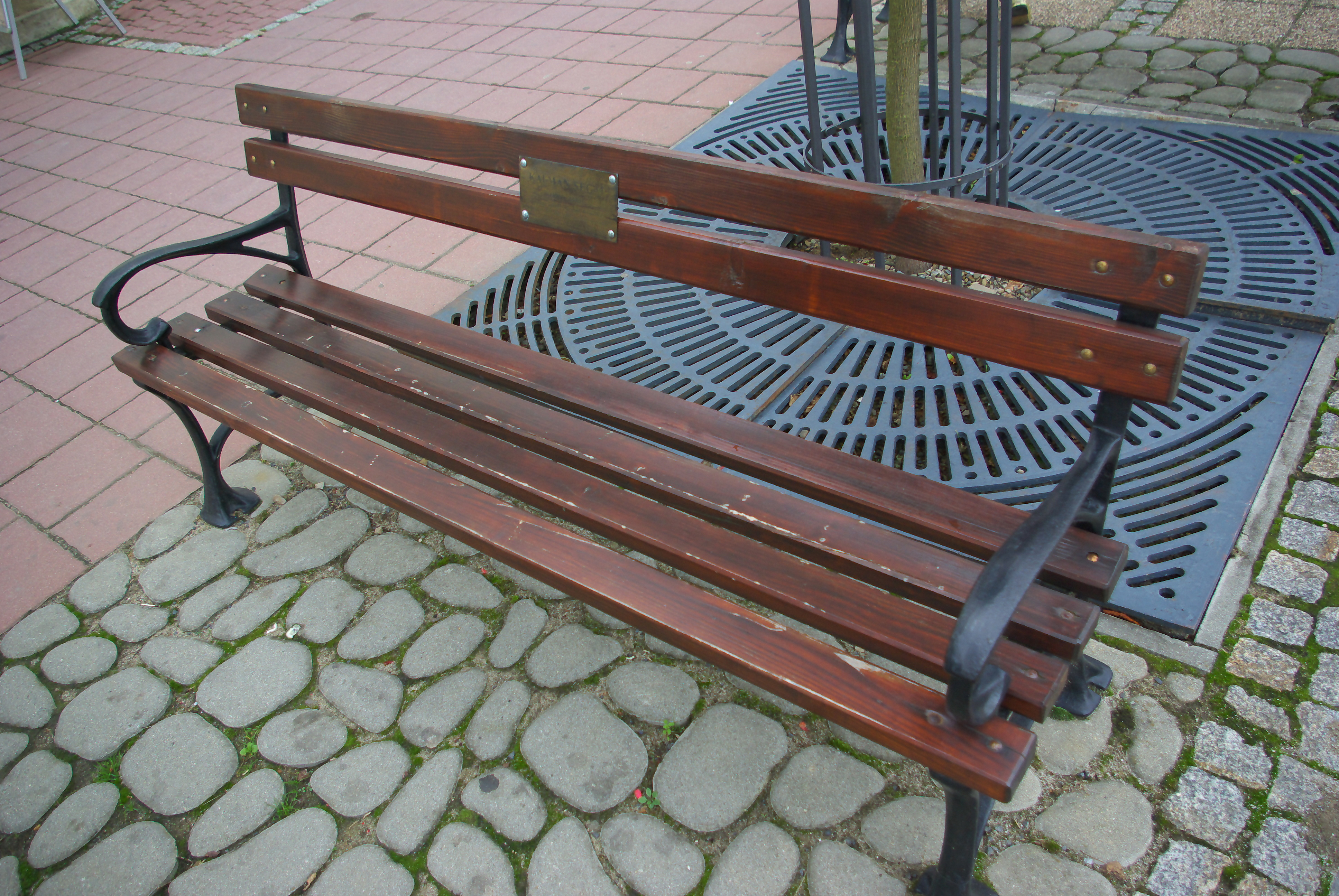
Kalman Segal-Bank am Marktplatz in Sanok
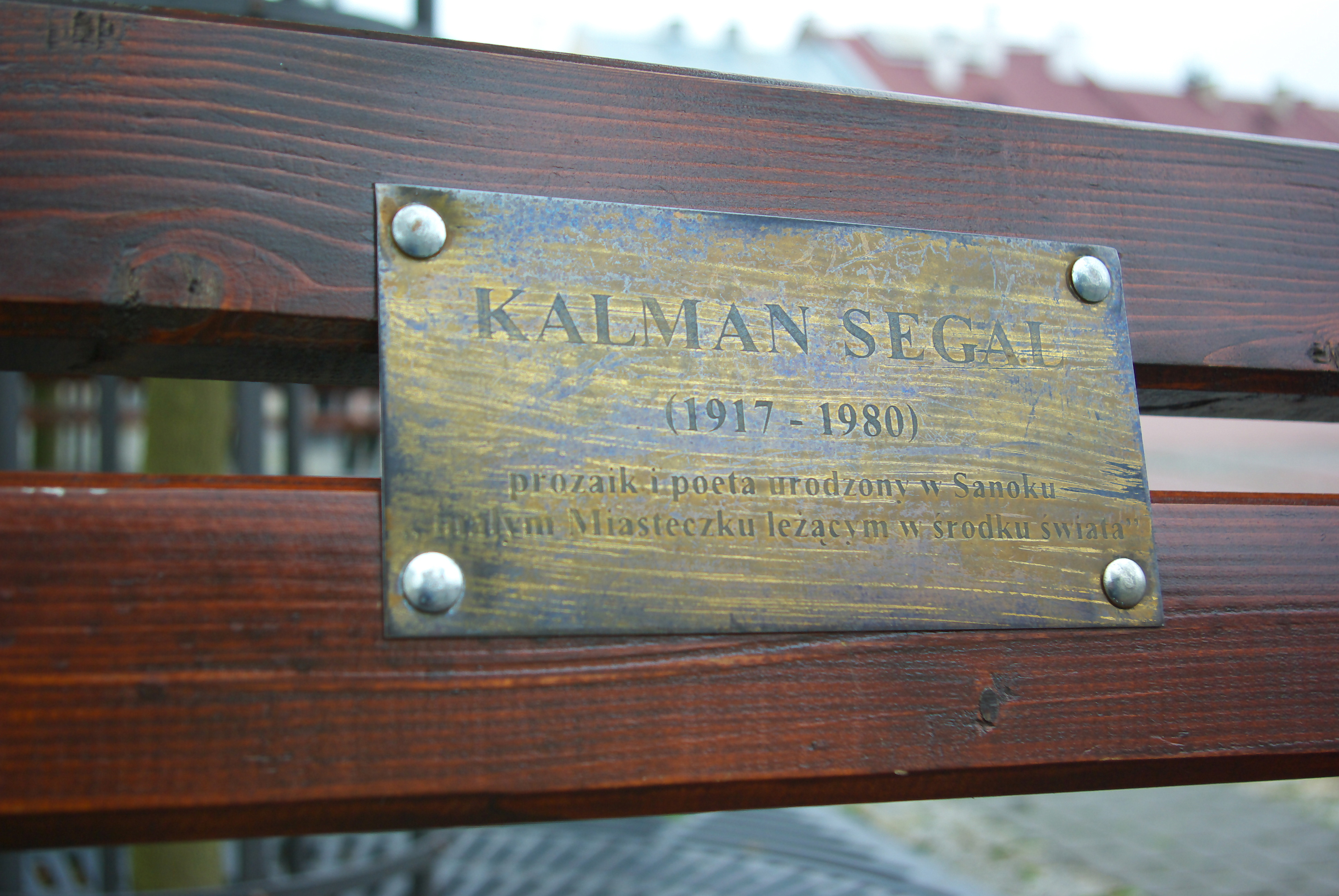
Plakette zum Gedenken an Kalman Segal auf einer Bank am Marktplatz von Sanok
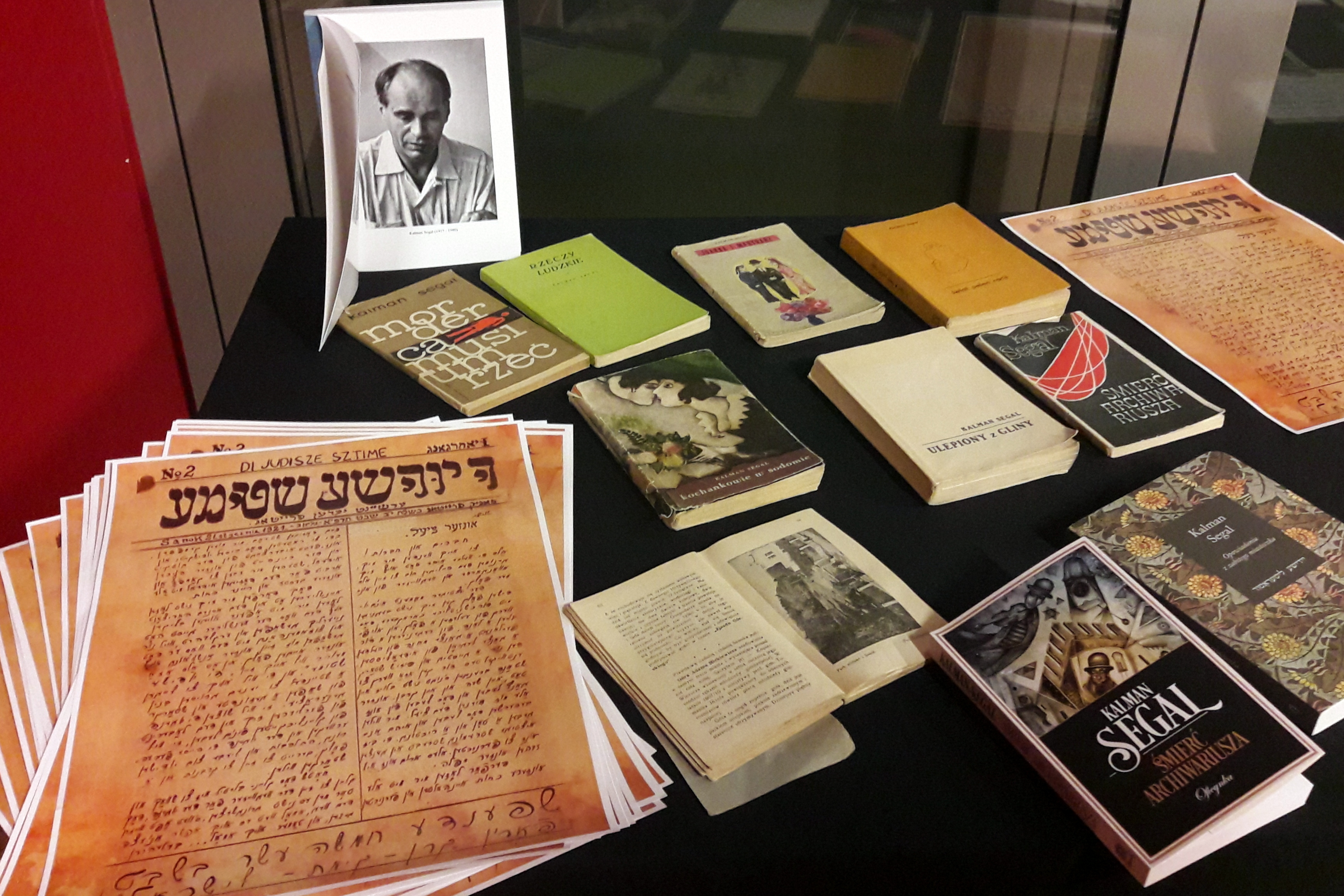
Werke von Kalman Segal und ein Porträt bei einer Veranstaltung zum 100. Geburtstag 2017

## Werk
Die Themen von Segals polnischsprachigen Werken beziehen sich weitgehend auf Erinnerungen an seine Kindheit in Sanok: von autobiografischer Natur, zeigen sie die Besonderheiten des Lebens im polnisch-jüdisch-ukrainischen Kulturgrenzgebiet auf. Diese Erinnerungen finden sich insbesondere in den Werken Kochankowie w Sodomie, Opowiadania z zabitego miasteczka, Nad dziwną rzeką Sambation, Dolina zielonej pszenicy, Kij i kadzidło, Przygoda w miasteczku und Miłość o zmierzchu. Andere Prosawerke behandeln zeitgenössische Themen. Ihre stilistische Vielfalt zeigt Kalman Segals schriftstellerische Vielseitigkeit.

### Auf Deutsch (Übersetzungen)
- Erzählungen aus dem toten Städtchen (2018)
- Auf der Insel (2024)

### Auf Polnisch
- Opowiadania z zabitego miasteczka (1956)
- Ziemia jest dla wszystkich (1956)
- Ludzie z jamy (1957)
- Nad dziwną rzeką Sambation (1957)
- Rzeczy ludzkie (1958)
- Ulepiony z gliny (1959)
- Na wyspie (1961)
- Kij i kadzidło (1961)
- Miłość o zmierzchu (1962)
- Morderca musi umrzeć (1963)
- Dolina zielonej pszenicy (1964)
- Przygoda w miasteczku (1965)
- Kochankowie w Sodomie (1966)
- Śmierć archiwariusza (1967)
- Świat pełen racji (1967)
- Skojarzeni (1968)
- Dziewczyna z Sorrento (1968)
- Joanna i marynarz (1969)

### Auf Jiddisch
- Lider (1952)
- Tsu mayn nayer heym (1953)
- Friling bay mayn tir (1955)
- Sheyd-vegn (1962)
- A shtetl baym Son (1965)
- Der tayvl in shtetl (1967)
- Aleynkeyt (1977)
- Gezegenung (1979)
- Vu shmeterlingn shvebn (1981)